# Campionati norvegesi di ski cross 2018
I Campionati norvegesi di ski cross 2018 si sono svolti a Lofsdalen il 14 aprile. Il programma ha incluso sia la gara femminile che la gara maschile. 
Trattandosi di competizioni valide anche ai fini del punteggio FIS, vi hanno partecipato anche sciatori di altre federazioni, senza che questo consentisse loro di concorrere al titolo nazionale norvegese.

## Risultati

### Uomini
| Pos. | Atleta                        | Nazione    |
| ---- | ----------------------------- | ---------- |
| 1    | Victor Sticko                 | Svezia     |
| 2    | David Mobaerg                 | Svezia     |
| 3    | Henrik Lunde                  | Norvegia   |
| 4    | Erik Mobaerg                  | Svezia     |
| 5    | Elliott Baralo                | Svezia     |
| 6    | Magnus Bjoernnes              | Norvegia   |
| 7    | Emil Frost                    | Svezia     |
| 8    | Tomáš Bartalský               | Slovacchia |
| 9    | Hugo Lennartsson              | Svezia     |
| 10   | Erik Persson                  | Svezia     |
| 13   | Feliix Mikael Møller Warmedal | Norvegia   |

### Donne
| Pos. | Atleta          | Nazione  |
| ---- | --------------- | -------- |
| 1    | Alexandra Ebedo | Svezia   |
| 2    | Linnea Mobaerg  | Svezia   |
| 3    | Ebba Ruud       | Norvegia |
| 4    | Emilia Lind     | Svezia   |